# Hippeus (Mythologie)
Hippeus (altgriechisch Ἱππεύς Hippeús) ist eine Person der griechischen Mythologie.
Hippeus ist ein Sohn des Herakles und der Prokris, eine der fünfzig Thespiaden genannten Töchter des Thespios, mit denen Herakles Söhne zeugte. Der Zwillingsbruder des Hippeus ist Antileon.